# Boris Meissner

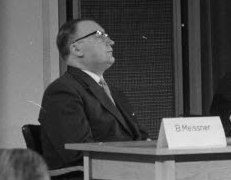
Boris Meissner bei einem Forumsgespräch zur Kieler Woche 1963

Boris Meissner (* 10. August 1915 in Pleskau, Russisches Kaiserreich; † 10. September 2003 in Köln) war ein deutsch-baltischer Rechtswissenschaftler und Volkswirt, spezialisiert auf internationales Recht und bekannt für seine Forschung in osteuropäischer Zeitgeschichte und Politik.

## Leben
Boris Meissner wurde als Sohn des deutschbaltischen Untersuchungsrichters und späteren Staatsanwalts Arthur Meissner und dessen Frau Xenia, geb. von Dombrowa, einer Pianistin, in Pleskau (heute: Pskow, Russland) geboren. Nach dem Abitur am Deutschen Humanistischen Gymnasium in Pernau (heute: Pärnu, Estland) im Juni 1932 studierte er bis 1935 Wirtschaftswissenschaften (Abschluss als Diplom-Volkswirt) und von 1935 bis 1939 Rechtswissenschaften an der Universität Dorpat (Tartu). Daneben arbeitete er als Bankangestellter und war Mitglied des Corps Neobaltia. 1939 folgte er der Umsiedlung der Deutschbalten in der Folge der deutsch-sowjetischen Nichtangriffspakts. Anschließend arbeitete Meissner an den Universitäten in Posen und Breslau als Assistent von Erik von Sivers und Axel von Freytagh-Loringhoven. Nach Teilnahme an einem juristischen Lehrgang an der Universität Posen wurde er im August 1940 zum Rechtsreferendar und im Dezember 1943 zum Assessor ernannt. Im Zweiten Weltkrieg diente Meissner von 1940 bis 1945 bei der Wehrmacht.
Nach der Entlassung aus britischer Kriegsgefangenschaft kam er 1946 als wissenschaftlicher Assistent an die Universität Hamburg, wo er sich bei Rudolf Laun auf Internationales Recht und als Referent für das sogenannte Ostrecht (Osteuropäisches Recht) spezialisierte. Zwischen 1947 und 1953 arbeitete er an der Forschungsstelle für Völkerrecht und ausländisches öffentliches Recht der Universität Hamburg und wurde dort im Dezember 1955 mit einer von Laun betreuten rechtswissenschaftlichen Studie über Die sowjetische Intervention im Baltikum und die völkerrechtliche Problematik der baltischen Frage promoviert (Zweitgutachter war Paul Johansen). Er war am Wiederaufbau der deutschen Osteuropaforschung nach dem Zweiten Weltkrieg wesentlich beteiligt. Seine Geschichte der sowjetischen Deutschlandpolitik ab 1943 fand internationale Beachtung.
Von Mai 1953 bis 1959 stand Meissner in Diensten des Auswärtigen Amts in Bonn – zunächst als Referent in der Länderabteilung. Als Leiter des Referats Sowjetunion gehörte er den Beobachter-Delegationen der Bundesregierung bei den Konferenzen von Berlin im Februar 1954 und Genf im Juli und November 1955 an und begleitete als mehrsprachiger Diplomat Konrad Adenauer 1955 bei seinen Verhandlungen mit Chruschtschow über die Rückkehr der deutschen Kriegsgefangenen. Im Frühjahr 1956 wurde er Gesandtschaftsrat an der deutschen Botschaft in Moskau.
Von 1959 und 1964 lehrte Meissner an der Universität Kiel und richtete das Seminar für Politik, Gesellschaft und Recht Osteuropas ein. Auch nach seinem Ausscheiden aus dem Auswärtigen Dienst war er weiterhin als Regierungsberater tätig. Von 1965 bis 1984 war er Professor an der Universität zu Köln, wo er das Institut für Ostrecht aufbaute, dessen Leiter er bis zu seiner Emeritierung blieb. Einer seiner wissenschaftlichen Assistenten war Ottfried Hennig.
Meissner begann 1947, Bücher und Zeitschriftenartikel zu veröffentlichen. 1954 erschien seine Dissertation Die sowjetische Intervention im Baltikum und die völkerrechtliche Problematik der baltischen Frage, die nichts von ihrer Bedeutung verloren hat und 1956 in Buchform unter dem Titel: Die Sowjetunion, die baltischen Staaten und das Völkerrecht verlegt wurde. Dieses Werk gilt als juristischer Nachweis, dass die Besetzung und Angliederung der Baltischen Staaten durch die Sowjetunion ungerechtfertigt war und einen Bruch des Völkerrechts darstellte.
Boris Meissner war Ehrenmitglied der Deutschen Gesellschaft für Osteuropakunde (Berlin) und Mitglied in zahlreichen weiteren nationalen und internationalen wissenschaftlichen Organisationen.
Boris Meissner war seit 1949 mit Irene Sieger verheiratet. Seine Ehefrau verstarb am 11. Dezember 2017.

## Ehrungen
- Ehrenplakette des Bundes der Vertriebenen (1969)
- Bundesverdienstkreuz 1. Klasse (1979)
- Nordstern-Orden der 1. Klasse (1977)
- Plakette für Verdienste um den Deutschen Osten und das Selbstbestimmungsrecht (Bund der Vertriebenen)
- Kulturpreis der Deutschbaltischen Landsmannschaft
- Großes Bundesverdienstkreuz (1985)
- Preußenschild der Landsmannschaft Ostpreußen (1990)
- Orden des Marienland-Kreuzes 1. Klasse (1995)
- Dr. iur. h. c. der Universität Tartu (1996)
- Großes Bundesverdienstkreuz mit Stern (1996)

## Schriften
- Russland, die Westmächte und Deutschland. Die sowjetische Deutschlandpolitik 1943–1953. H. H. Nölke Verlag, Hamburg 1953.
- Die Sowjetunion, die baltischen Staaten und das Völkerrecht. Verlag für Politik und Wirtschaft, Köln 1956 (Zugl.: Hamburg, Univ., Diss., 1955 u.d.T.: Die sowjetische Intervention im Baltikum und die völkerrechtliche Problematik der baltischen Frage).
- Die baltische Frage in der Weltpolitik. In: Öffentliches Recht und Politik. Duncker und Humblot, Berlin 1973.
- Sowjetunion und Selbstbestimmungsrecht. In: Dokumente zum Ostrecht, 0419-6015; Bd. 3  [ca. 1962].
- Partei, Staat und Nation in der Sowjetunion. Ausgewählte Beiträge. Duncker & Humblot, Berlin 1985, ISBN 3-428-05890-9.
- The Communist Party of the Soviet Union: Party Leadership, Organization, and Ideology. 1976, ISBN 978-0-8371-8461-6.
- The Soviet Conception of Coexistence and the Conference on Security and Cooperation in Europe. (East-West relations, 1975).
- Die Sowjetunion im Umbruch: Historische Hintergründe, Ziele und Grenzen der Reformpolitik Gorbatschows. Deutsche Verlags-Anstalt, Stuttgart 1988, ISBN 3-421-06392-3.
- Die russische Politik gegenüber der baltischen Region als Prüfstein für das Verhältnis Russlands zu Europa. In: Die Außenpolitik der baltischen Staaten und die internationalen Beziehungen im Ostseeraum. Hrsg. Boris Meissner, Dietrich Loeber, Cornelius Hasselblatt. Bibliotheca Baltica, Hamburg 1994, S. 466–504.
- Die Sowjetunion und Deutschland von Jalta bis zur Wiedervereinigung. Ausgewählte Beiträge. Verl. Wiss. und Politik, Köln 1995, ISBN 3-8046-8826-8.
- Auf dem Wege zur Wiedervereinigung Deutschlands und zur Normalisierung der deutsch-russischen Beziehungen: Ausgewählte Beiträge. Göttinger Arbeitskreis, 2000, ISBN 978-3-8305-0102-2.